# Miguel Payá y Rico
Miguel Payá y Rico (Benejama, Alicante, 20 de diciembre de 1811 - Toledo, 24 de diciembre de 1891) fue arzobispo de Santiago de Compostela, bajo su pontificado se "redescubrieron" los restos del Apóstol Santiago que fueron escondidos en el siglo XVI por temor a las incursiones del pirata Francis Drake en las costas gallegas. Se le considera el impulsor del Camino de Santiago en nuestros días. Posteriormente, será Arzobispo de Toledo y Primado de España. Bautizó al rey de España Alfonso XIII.

## Biografía
Realizó estudios de primera enseñanza en Biar y Onil. En Valencia se graduó de bachiller y después en Filosofía y Teología en la Universidad de Valencia. Se ordena sacerdote en 1836. En 1841 es nombrado párroco de su Benejama natal y allí costruye la iglesia de dicha villa.
En 1844 actúa conjuntamente de profesor de la Universidad y del Seminario de Valencia. Por esta época funda el periódico "El Eco de la Religión" en el que pregona su cristianidad.
En 1857 es nombrado Obispo de Cuenca.
En 1870 elevó su fama como teólogo con su intervención en el Concilio Vaticano I, donde defendió la Infalibilidad del Papa como dogma de fe. Su discurso fue publicado en Cuenca en 1873. 
Fue presentado al cargo de arzobispo mediante Decreto del gobierno republicano de Castelar de 19 de diciembre de 1873. El 16 de enero de 1874 es nombrado Arzobispo de Santiago de Compostela, tomando posesión el 25 de febrero de 1875. Antes de abandonar Cuenca, en julio de 1874, ocurrió la ocupación de la ciudad por un ejército carlista comandado por Alfonso Carlos de Borbón y su esposa, María de las Nieves de Braganza. Como relata Pérez Galdós en De Cartago a Sagunto, penúltimo de los Episodios Nacionales, Payá y Rico pidió a doña Nieves, instalada en el palacio episcopal, que pusiese fin al cruel saqueo que siguió a la victoria y piedad para los vencidos, y como la princesa se negase alegando colérica que sus soldados necesitaban un poco de expansión tras la fatigas pasadas, el prelado, poniendo fin a la entrevista, le respondió con firmeza:

Señora: con esa conducta ni se conquistan tronos en la tierra, ni coronas para el cielo. Adiós, adiós.
Pérez Galdós, De Cartago a Sagunto, cap. XXVI.

El Papa Pío IX le nombró cardenal en 1877 y como tal intervino en el Cónclave de 1878 que elegiría al Papa León XIII.
Payá y Rico fue elegido senador por la provincia de Guipúzcoa en las legislaturas de 1871 y 1877, siendo un gran orador parlamentario.
Durante su pontificado en Santiago de Compostela fueron redescubiertos los restos del apóstol: emprendió obras en el altar mayor y el 28 de enero de 1879 tras perforar una bóveda se encontró una urna con huesos humanos, lo que parecía posible que estuviesen ante los restos del Apóstol Santiago. Payá encargó a la universidad compostelana analizar los restos y con estos datos, el Papa León XIII en 1884 y por medio de la Bula "Deus Omnipotens" anunció a todo el mundo católico el descubrimiento de los restos del apóstol, lo que supondrá el comienzo de las actuales peregrinaciones a Santiago.
El 7 de junio de 1886 fue nombrado arzobispo de Toledo, primado de España y patriarca de las Indias Occidentales. Ese mismo año bautizó al rey don Alfonso XIII.
Rigió esta archidiócesis hasta su fallecimiento, a los ochenta años, en la Ciudad Imperial el 24 de diciembre de 1891. Sus restos descansan en la Catedral de Toledo.
| Predecesor: Fermín Sánchez Artesero        | Obispo de Cuenca 1857–1874                    | Sucesor: Sebastián Herrero Espinosa de los Monteros |
| Predecesor: Miguel García Cuesta           | Arzobispo de Santiago de Compostela 1874–1886 | Sucesor: Victoriano Guisasola y Rodríguez           |
| Predecesor: Ceferino González y Díaz-Tuñón | Arzobispo de Toledo 1886–1891                 | Sucesor: Antolín Monescillo y Viso                  |